# 놋쇠 황소

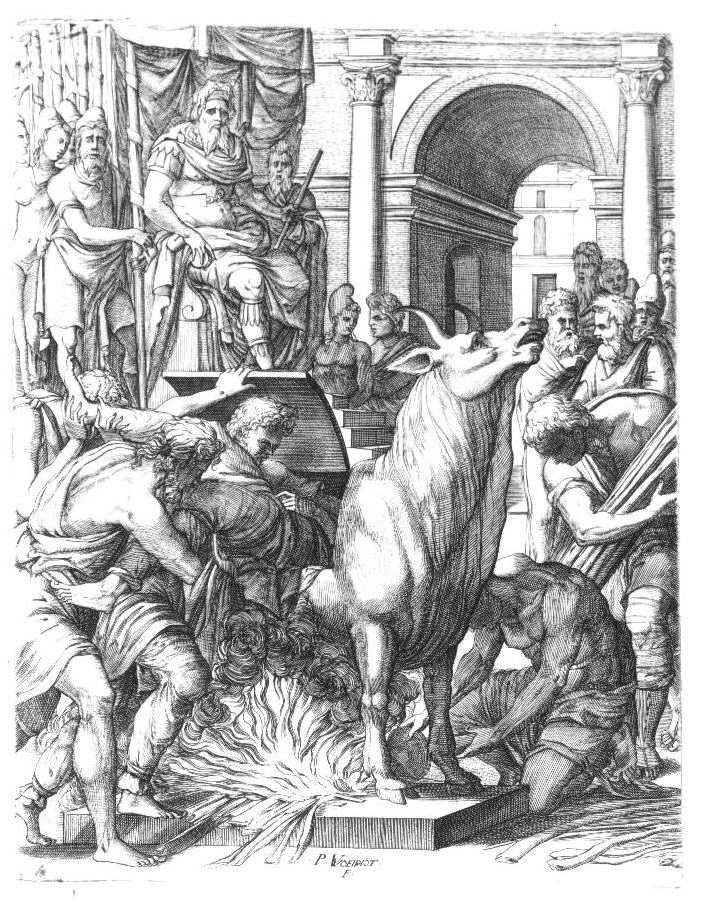
팔라리스를 위해 만든 놋쇠 황소에 페릴라우스 자신이 들어가게 되었다.

놋쇠 황소(영어: brazen bull, bronze bull, Sicilian bull, bull of Phalaris)는 고대 그리스에서 팔라리스라는 왕이 페릴라우스에게 만들게 한 고문과 사형 도구 중 하나로 거대한 놋쇠 황소 모형에 사람을 집어 넣고 그 밑에다 불을 피워서 고통스럽게 죽이거나 고문하는 방식이다. 안에서 소리를 지르면 밖에서는 '음매'하는 황소 소리가 들린다.

## 같이 보기
- 철의 처녀
- 몰록
- 위커맨